# Славна революція (Іспанія)
Славна революція (ісп. La Gloriosa) — державний переворот, що стався в Іспанії 1868 року та призвів до усунення від влади королеви Ізабелли II, зміни династії на шість років та лібералізації держави на кілька десятків років.

## Перебіг подій
17 вересня 1868 року генерал Жоан Прим потай переправився з Лондона до Кадіса. Там його зустрів адмірал Топето. Під їхнім командуванням 18 вересня розпочався військовий переворот, в результаті якого Кадіс опинився під владою революціонерів. Після захоплення Кадіса Топете переправив частину своїх кораблів на Канарські острови, щоб привезти звідти діячів опозиції, які перебували у вигнанні. Серед інших із заслання повернувся маршал Франсіско Серрано-і-Домінгес. Останній очолив війська повстанців і вирушив з ними до Севільї.
Вирішальна битва між інсургентами й урядовими військами сталась 27 вересня біля Альколейського мосту в одному переході від Кордови. Битва завершилась перемогою повстанців під командуванням Франсіско Серрано. Командувач урядових військ Новаличес зазнав важкого поранення, а його заступник Паредес після капітуляції 2 жовтня разом зі своєю армією перейшов на бік революціонерів.
Королева Ізабелла II, довідавшись про поразку в Альколейській битві, втекла до Франції. В Біарриці вона зустрілась з Наполеоном III, який надав їй у розпорядження замок По. У подальшому Ізабелла переїхала до Парижа й залишилась там до кінця свого життя. Останні роки провів у франції й повалений голова іспанського уряду Луїс Гонсалес Браво.

## Подальші події

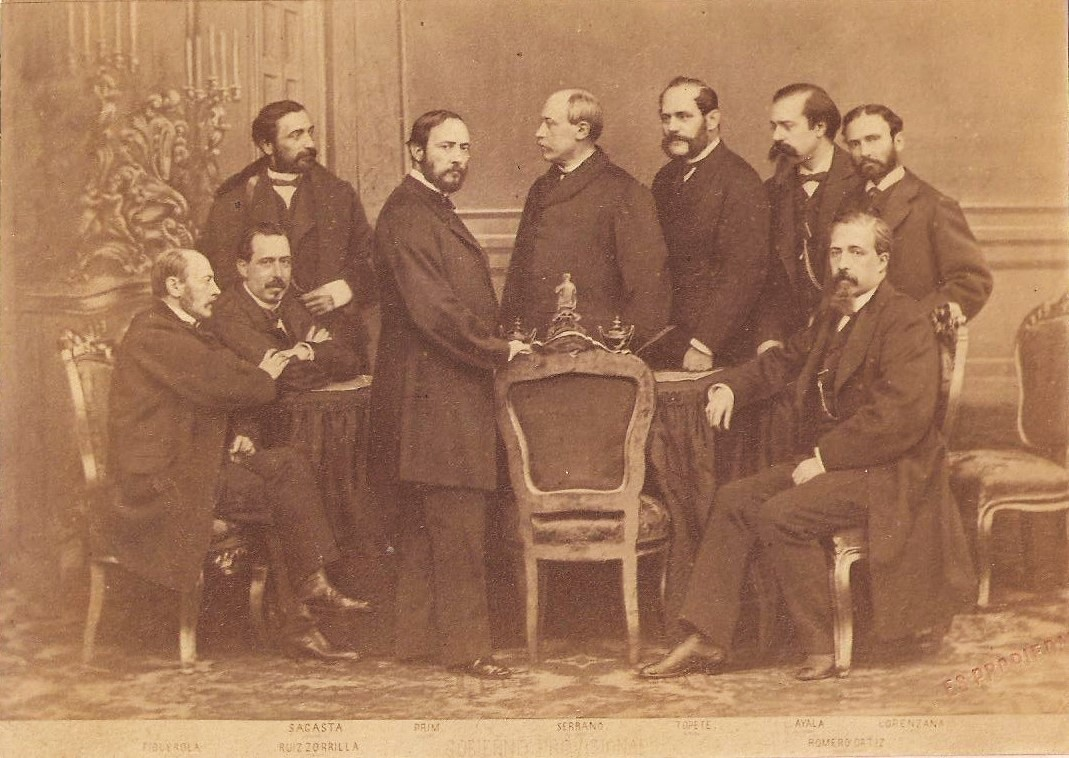
Тимчасовий уряд 1869 року. Зліва направо: Фігерола, Сагаста, Руїс Соррілья, Прим, Серрано, Топете, Лопес де Аяла, Ромеро Ортіс і Лоренсана

25 жовтня 1868 року революційне міністерство декретом запровадило загальне виборче право, свободу совісті, друку й освіти, свободу союзів і зібрань. 11 лютого 1869 року було скликано установчі кортеси. Результатом їхньої діяльності стала нова конституція, яку було ухвалено 1 червня й оприлюднено 6 червня. Одним з найбільш спірних питань стало релігійне: незважаючи на масові маніфестації на підтримку католицтва як єдиної дозволеної релігії, конституція явним чином проголошувала свободу віросповідання.
Після ухвалення конституції кортеси зайнялись вибором нового монарха. Син Ізабелли, Альфонс, на той момент ще не мав достатньої популярності. Іспанську корону було запропоновано Фердинанду Саксен-Кобурзькому, однак тривалі перемовини результату не мали. Іншим кандидатом став принц Леопольд Гогенцоллерн-Зігмарінген, який також не став іспанським королем, однак обговорення його кандидатури призвело до різкого загострення відносин між Францією та Пруссією, та, зрештою, до війни між ними. Нарешті, 16 листопада 1870 року кортеси обрали королем принца Амадея Савойського, який у січні 1871 року прибув до Іспанії та склав присягу.